# Моретт, Джина
Джина Моретт (исп. Gina Morett; 14 апреля 1949, Мехико, Мексика) — мексиканская актриса театра и кино, снималась в известных сериалах. В титрах некоторых фильмов указана как Джина Морет.

## Биография
Родилась 14 апреля 1949 года в городе Мехико. 
С детства хорошо пела и танцевала. Мечтала поступать в балетную школу. 
В качестве певицы на профессиональную сцену впервые вышла в 1966 году. 
Её первые киносъёмки состоялись в 1968 году, когда актрисе было 19 лет. Она была приглашена на эпизодическую роль "первой жертвы", длиной в несколько секунд, в фильме «Ночь кровавых обезьян» (под этим названием фильм вышел в прокате в США в 1972 году) режиссёра Рене Кардона старшего и сценариста Рене Кардона младшего. Джина Моретт вспоминает, что после сцены удушения её героини Монстром (роль которого в фильме исполнил борец и актёр Херардо Сепеда) у неё долго болела шея.  
В 1968-1969 годах снялась ещё в нескольких эпизодических киноролях в мексиканских фильмах "Борец Санто и Сокровища Дракулы" (с участием мексиканского боксёра, известного под псевдонимом Эль-Санто, или Серебряная маска), "Голубой Демон и инопланетянки-захватчицы" (с участием другого мексиканского боксёра, известного под псевдонимом Голубой Демон), "Святая", а также комедиях "С рогами и под кроватью" (фильм снят на основе произведения Ф.М.Достоевского "Чужая жена и муж под кроватью", но с переносом действия в Мексику 1960-х годов), "Несвоевременные объявления" (в названии фильма обыгрывается газетная рубрика "Своевременные объявления о работе", в фильме показан город Мехико в год прохождения там Летних Олимпийских игр 1968) и "Одолжи мне свою жену".    
В 1979 году Джина Моретт снялась в небольшой роли в фильме "Нелегальная", в котором главную роль исполнила Лусия Мендес, известная российскому зрителю по телесериалам "Никто, кроме тебя" и "Мариелена".  
C тех пор актрисе удалось сняться более, чем в 70 кинокартинах, среди которых присутствуют и несколько сериалов. 
Также снялась в главной роли (Эмма) в колумбийской драме "Велосипедист", показанной на Московском международном кинофестивале в 1983 году. 
Сначала состояла в штате Televisa, затем перешла работать в телекомпанию TV Azteca. 
Первым в жизни актрисы телесериалом стал известный в России культовый сериал «Моя вторая мама», где Джина Моретт сыграла роль Джины, подруги главной героини - Даниэлы Лоренте, роль которой исполнила мексиканская актриса Мария Сорте. 
Также исполняла роль Аделы в сериале «Женские секреты» и эпизодическую роль в сериале «Сеньора» (в России был показан в 1999 году на телеканале ТНТ-телесеть).
В 2007 году снялась в эпизодической роли парикмахера Гуэры в одном из самых дорогостоящих мексиканских фильмов - "Возроди во мне жизнь". 
В 2010 году с участием актрисы вышел мексиканский ремейк аргентинского фильма 2004 года "Дело не в тебе,  дело во мне". 
В качестве певицы выпустила более 10 синглов, среди которых: "Мой жених решил жениться", "Лестница", "Возвращайся", "Одна", "Капля мёда" и другие.

## Фильмография

### Сериалы

#### Televisa
- 1988 — Дом в конце улицы — Глория (Джина Моретт снялась в одной из серий).
- 1989 — Моя вторая мама — Джина.
- 1991 — Эгоистичные матери — Джина.
- 1996 — Я перестану любить тебя — Рита.

#### TV Azteca
- 1998 — Апельсиновый дом — Мими.
- 2000 — Не родись красивой — Клотильда Кампос.
- 2001 — Женские секреты (2 сезона) — Адела.
- 2004-05 — Пять Хуан — Долорес.
- 2007 — Няня — Няня Эдувихес.
- 2007-08 — Пока проходит жизнь
- 2008-09 — Секреты души — Гуера.
- 2009 — Невезучая — Отилия Камачо.
- 2010-11 — Между любовью и желанием — Исольда Маркес.
- 2012 — Пленённая любовь — Крус.
- 2013 — Семейные секреты — Эмилиана.
- 2014 — Всегда твоя... Акапулько — Лича.
- 2015 — Как на небе, так и на районе — Амелия.
- 2016 — О чём молчат женщины. Серия "Пленницы (часть 1)" — Чамука.
- 2017-18 — Избалованные — Ирма Вера, Ирма Басурто.
- 2021, 2024 — Один день из жизни — Тереса, Магнолия.

#### Coral
- 1998 — Сеньора

### Фильмы

#### Короткометражные
- 2004 — Корабль из Китая
- 2008 — Я—моя мать — Клара (2-й сюжет кино-альманаха)

#### Полнометражные
- 1969 — Ночь кровавых обезьян — Первая жертва.
- 1969 — Санта
- 1969 — С рогами и под кроватью
- 1969 — Санто и Сокровища Дракулы — Лупе, горничная.
- 1969 — Несвоевременные объявления — Женщина в ресторане.
- 1974 — Тиволи — Мими Манила.
- 1974 — Вера, надежда и милосерди — Лети.
- 1975 — Симон Бланко — Росалия.
- 1975 — Природная сила — Деревенская девушка.
- 1977 — Святой Пафнутий — Эмилиано Сапата.
- 1977 — Желания
- 1979 — Нелегальная — Кармен Ортега.
- 1979 — Женщина с пистолетом
- 1981 — В бурю
- 1981 — Тысячи обычаев
- 1983 — Велосипедист — Эмма.
- 1983 — Фрида, живая природа — Медсестра.
- 1985 — Фрида, живая натура — Нурсе.
- 1985 — Путешествие в рай — Хулия Эскуивель.
- 1995 — Падшая любовь — Донья Флор.
- 1995 — Без обратного адреса — Бети.
- 1996 — Салон "Мехико"
- 1998 — Евангелие чудес — Рита.
- 2000 — По свободной полосе — Перла.
- 2006 — Алебастровая женщина
- 2006 — Последний взгляд — Мадам Лин Лин.
- 2006 — Карнавал в Содоме — Мамота.
- 2008 — Возроди во мне жизнь — Гуэра.
- 2008 — Исчезновение — Хосефина.
- 2009 — Кругосветное путешествие
- 2009 — Три пьесы о любви выходного дня — Донья Алехандра.
- 2010 — Дело не в тебе, дело во мне — Георгина.
- 2014 — Модели — Франсиска.

## Награды и премии

### Ariel Awards[1]
- 1992 — Ангел огня — лучшая актриса (победа);
- 1996 — Без обратного адреса — лучшая женская роль (номинация);
- 1996 — Салун в Мехико — лучшая актриса (номинация);
- 2000 — По свободной полосе — лучшая актриса (победа);
- 2006 — Далёкие новости — лучшая женская роль (победа).